# Stary Dzierzgoń (przystanek kolejowy)
Stary Dzierzgoń – zlikwidowany przystanek osobowy, a dawniej stacja kolejowa i ładownia w Starym Dzierzgoniu na linii kolejowej Myślice – Szlachta, w województwie pomorskim.